# Shozo Tsugitani
Shozo Tsugitani (継谷 昌三 Tsugitani Shōzō?,  25 de junio de 1940 en Kōbe, Hyogo - Ibidem, 2 de junio de 1978) fue un futbolista japonés que se desempeñaba como centrocampista.
Tsugitani jugó 12 veces y marcó 4 goles para la selección de fútbol de Japón entre 1961 y 1965. Fue elegido para integrar la selección nacional para los Juegos Olímpicos de Verano de 1964.

## Trayectoria

### Clubes
| Club              | País  | Año         |
| ----------------- | ----- | ----------- |
| Mitsubishi Motors | Japón | 1963 - 1967 |

### Selección nacional
| Selección | País  | Año         |
| --------- | ----- | ----------- |
| Absoluta  | Japón | 1961 - 1965 |

## Estadística de equipo nacional
| Selección de Japón | Selección de Japón | Selección de Japón |
| Año                | Part.              | Goles              |
| ------------------ | ------------------ | ------------------ |
| 1961               | 2                  | 0                  |
| 1962               | 2                  | 0                  |
| 1963               | 5                  | 4                  |
| 1964               | 1                  | 0                  |
| 1965               | 2                  | 0                  |
| Total              | 12                 | 4                  |